# بيتر إدموندز
بيتر إدموندز (بالإنجليزية: Peter Edmonds) هو ضابط شرطة بريطاني، ولد في 1948، وتوفي في 4 مارس 2005.